# Paardensport op de Paralympische Zomerspelen 2016
Op de XVe Paralympische Zomerspelen die in 2016 worden gehouden in Rio de Janeiro (stad), Brazilië is paardensport een van de 22 sporten die beoefend worden.

## Evenementen
In totaal waren er elf onderdelen bij het paardrijden op de Paralympics in 2016. 
Verplichte kür
- Graad Ia
- Graad Ib
- Graad II
- Graad III
- Graad IV
- Team, open

Vrije kür
- Graad Ia
- Graad Ib
- Graad II
- Graad III
- Graad IV

## Verplichte kür
| \| Plaats \| Land \| Punten \| \| ------ \| ---- \| ------- \| \| 1 \| GBR \| 453.306 \| \| 2 \| GER \| 433.321 \| \| 3 \| NED \| 430.353 \| |      |         |
| Plaats | Land | Punten  |
| 1 | GBR  | 453.306 |
| 2 | GER  | 433.321 |
| 3 | NED  | 430.353 |

### Individueel
| Klasse    | Punten | Land | Goud                | Paard                      | Land | Zilver          | Paard             | Land | Brons                   | Paard              |
| --------- | ------ | ---- | ------------------- | -------------------------- | ---- | --------------- | ----------------- | ---- | ----------------------- | ------------------ |
| Graad Ia  | 78.217 | GBR  | Sophie Christiansen | Athene Lindebjerg          | GBR  | Anne Dunham     | Ljt Lucas Normark | BRA  | Sergio Olivia           | Coco Chanel        |
| Graad Ib  | 75.103 | AUT  | Pepo Puch           | Fontainenoir               | GBR  | Lee Pearson     | Zion              | DEN  | Stinna Kaastrup         | Horsebo Smarties   |
| Graad II  | 73.400 | GBR  | Natasha Baker       | Cabral                     | NED  | Demi Vermeulen  | Burberry          | NED  | Rixt van der Horst      | Jockey Club Caraat |
| Graad III | 72.878 | NOR  | Ann Cathrin Lubbe   | Porsborggaardens Donatello | DEN  | Susanne Sunesen | Csk's Que Faire   | SWE  | Louise Etzner Jakobsson | Zernard            |
| Graad IV  | 74.857 | GBR  | Sophie Wells        | Valerius                   | BEL  | Michèle George  | Fbw Rainman       | NED  | Frank Hosmar            | Alphaville N.o.p.  |

## Vrije kür
| Klasse    | Punten | Land | Goud                | Paard               | Land | Zilver             | Paard                      | Land | Brons                   | Paard             |
| --------- | ------ | ---- | ------------------- | ------------------- | ---- | ------------------ | -------------------------- | ---- | ----------------------- | ----------------- |
| Graad Ia  | 79.700 | GBR  | Sophie Christiansen | Athene Lindebjerg   | GBR  | Anne Dunham        | Ljt Lucas Normark          | BRA  | Sergio Olivia           | Coco Chanel       |
| Graad Ib  | 77.400 | GBR  | Lee Pearson         | Zion                | AUT  | Pepo Puch          | Fontainenoir               | DEN  | Stinna Kaastrup         | Horsebo Smarties  |
| Graad II  | 77.850 | GBR  | Natasha Baker       | Cabral              | NED  | Rixt van der Horst | Jockey Club Caraat         | GER  | Steffen Zeibig          | Feel Good 4       |
| Graad III | 73.850 | NED  | Sanne Voets         | Demantur Rs2 N.o.p. | NOR  | Ann Cathrin Lubbe  | Porsborggaardens Donatello | SWE  | Louise Etzner Jakobsson | Zernard           |
| Graad IV  | 76.300 | BEL  | Michèle George      | Fbw Rainma          | GBR  | Sophie Wells       | Valerius                   | NED  | Frank Hosmar            | Alphaville N.o.p. |

## Medaillespiegel
| Plaats | Land             | NPC    | Goud | Zilver | Brons | Totaal |
| 1      | Groot-Brittannië | GBR    | 7    | 4      | 0     | 11     |
| 2      | Nederland        | NED    | 1    | 2      | 4     | 7      |
| 3      | België           | BEL    | 1    | 1      | 0     | 2      |
| 3      | Noorwegen        | NOR    | 1    | 1      | 0     | 2      |
| 3      | Oostenrijk       | AUT    | 1    | 1      | 0     | 2      |
| 6      | Denemarken       | DEN    | 0    | 1      | 2     | 3      |
| 7      | Duitsland        | GER    | 0    | 1      | 1     | 2      |
| 8      | Brazilië         | BRA    | 0    | 0      | 2     | 2      |
| 8      | Zweden           | SWE    | 0    | 0      | 2     | 2      |
| Totaal | Totaal           | Totaal | 11   | 11     | 11    | 33     |

Atletiek · Bankdrukken · Basketbal · Blindenvoetbal · Boogschieten · Boccia · CP-voetbal · Goalball · Judo · Kanovaren · Paardensport · Roeien · Rugby · Schermen · Schietsport · Tafeltennis · Tennis · Triatlon · Volleybal · Wielersport · Zeilen · Zwemmen
New York & Stoke Mandeville 1984 ·
Atlanta 1996 ·
Sydney 2000 ·
Athene 2004 ·
Peking 2008 ·
Londen 2012 ·
Rio de Janeiro 2016 ·
Tokio 2020 ·
Parijs 2024 ·
Los Angeles 2028